# Tiếng Selkup
Tiếng Selkup là ngôn ngữ của người Selkup, thuộc về nhóm ngôn ngữ Samoyed của ngữ hệ Ural. Nó được nói bởi chừng 1000 người trong khu vực nằm giữa sông Obi và sông Enisei. Cái tên Selkup bắt nguồn từ tên gọi tiếng Nga "cелькупский язык" (selkupsky yazyk), mà lại dựa trên nội danh của phương ngữ Taz, шӧльӄумыт әты šöľqumyt әty (tiếng người rừng). Mỗi phương ngữ lại có tên tự gọi riêng.
Tiếng Selkup ngày nay là tàn dư của một dãy phương ngữ rộng trước kia mà ngày nay hai phương ngữ xa nhau nhất không còn có thể thông hiểu nhau nữa. Ba phương ngữ chính là Taz (Bắc) (тазовский диалект, tazovsky dialekt), cơ sở cho dạng viết tiếng Selkup chuẩn, Tym (Trung) (тымский диалект, tymsky dialekt), và Ket (кетский диалект, ketsky dialekt).

## Ngữ âm
Có 25 nguyên âm và 16 phụ âm trong phương ngữ Taz.
|               | Môi   | Răng | Vòm (hóa) | Ngạc mềm | Lưỡi gà |
| ------------- | ----- | ---- | --------- | -------- | ------- |
| Mũi           | /m/   | /n/  | /nʲ/      | /ŋ/      | [ɴ]     |
| Tắc           | /p/   | /t/  | /tʲ/      | /k/      | /q/     |
| Xát           | ([f]) | /s/  | /sʲ/      | ([x])    | ([χ])   |
| Rung          |       | /r/  |           |          | [ʀ]     |
| Cạnh lưỡi     |       | /l/  | /lʲ/      |          |         |
| Bán nguyên âm | /w/   |      | /j/       |          |         |

- Hai âm tắc và xát vòm hóa /tʲ/, /sʲ/ thường được chuyển thành lần lượt âm tắc xát chân răng-vòm [tɕ] và âm xát [ɕ].
- Khi đứng trước nguyên âm trước, dạng vòm hóa của các nguyên âm khác cũng xuất hiện.
- [ɴ] và [ʀ] lần lượt là là tha âm của /q/ khi nằm trước âm mũi và âm lỏng.
- Các âm tắc /p/, /k/, /q/ có tha âm [f], [x], [χ] khi đứng trước /s/ hay /sʲ/.

|      |      | Trước          | Trước     | Giữa           | Sau       | Sau       |
|      |      | Không làm tròn | Làm tròn  | Không làm tròn | Làm tròn  | Làm tròn  |
| ---- | ---- | -------------- | --------- | -------------- | --------- | --------- |
| Căng | Đóng | /i/, /iː/      | /y/, /yː/ | /ɨ/, /ɨː/      | /u/,      | /uː/      |
| Căng | Vừa  | /e/, /eː/      | /ø/, /øː/ | /ɘ/, /ɘː/      | /o/, /oː/ | /o/, /oː/ |
| Căng | Mở   | /æ/, /æː/      |           | /a/, /aː/      |           |           |
| Lơi  | Đóng | /ɪ/, /ɪː/      |           | [ɪ̈ ~ ə]        |           |           |
| Lơi  | Vừa  | /ɛ/, /ɛː/      |           | [ɪ̈ ~ ə]        | /ɔː/      | /ɔː/      |

- Độ dài nguyên âm được phân biệt, trừ /ɔː/, bắt nguồn từ */aː/ trong tiếng Selkup nguyên thủy, không có dạng ngắn.
- Sự khác biệt về độ dài nguyên âm chỉ được phân biệt rạch ròi trong âm tiết đầu của từ: ở những âm tiết sau, /e/ /ø/ /ɘ/ /y/ /ɨ/ cả ngắn hay dài và /uː/ đều không xuất hiện. (Những ô tô màu sẫm.)
- Nguyên âm lơi [ɪ̈ ~ ə] chỉ xuất hiện trong nguyên âm đầu không nhấn; thường thì nó tương đứng với /ɨ/ ngắn.

Tiếng Selkup có cấu trúc âm tiết (P)N(P) (P: phụ âm, N: nguyên âm). Âm /ŋ/ đầu từ và /tʲ/ và /w/ cuối từ không hiện diện. Nhiều cụm phụ âm như /nt/, /rm/, /sʲsʲ/ có mặt.